# Cape Epic
Das Absa Cape Epic ist ein jährlich in Südafrika (Westkap) stattfindendes Mountainbike-Etappenrennen und wird im internationalen Kalender der Union Cycliste Internationale ausgetragen. Zusammen mit dem Swiss Epic Graubünden und dem Pioneer Race in Neuseeland bildet es die internationale Epic Series.
Erstmals 2004 ausgetragen, geht das Rennen normalerweise über mehr als 700 Kilometer und dauert acht Tage. Das Cape Epic zieht Top-Fahrer aus der ganzen Welt an. Es dürfen auch Amateure teilnehmen, wobei die Teilnehmer ausgelost werden. Jeden Tag wird eine Etappe gefahren. Zur Ermittlung der Sieger in der jeweiligen Kategorie werden zum Ende des Rennens die Zeiten aller Etappen zusammengerechnet. Der Streckenverlauf ändert sich jedes Jahr, aber das Ziel ist immer im Weinanbaugebiet des Westkaps. Seit 2007 ist der Höhepunkt der letzten Etappe bei Lourensford Wine Estate. Das Cape Epic wurde von Bart Brentjens (Olympiasieger im Mountainbiken 1996) einst als „die Tour de France des Mountainbikens“ bezeichnet.

## Ursprünge
Nachdem Gründer Kevin Vermaak 2002 die Ruta del Conquistadores, ein MTB-Etappenrennen über drei Tage in Costa Rica, beendet hatte, verließ er London und ging nach Kapstadt. Dort plante er eine Veranstaltung ähnlich dem La Ruta, die es den Fahrern ermöglicht, die malerische Schönheit Südafrikas zu erleben.
2016 verkaufte Vermaak die Organisation an die WTC, ein Tochterunternehmen der chinesischen Wanda Group, die weltweit Radrennen, Triathlonveranstaltungen, Marathonläufe u. ä. organisiert. Kevin Vermaak übernahm in der Organisation die Verantwortung für die Entwicklung einer weltweiten Serie von Mountainbike-Rennen.

## Rennkonzept
Team aus zwei Personen

Alle Fahrer müssen in einem Team aus zwei Personen antreten. Die Teams registrieren sich in einer von fünf verschiedenen Kategorien (Men, Ladies, Mixed, Masters oder Grand Masters). Ursprünglich wurde das Konzept der Teams entwickelt, da das Etappenrennen die Fahrer durch sehr entlegene Gegenden führt. Partner zu haben, die sich durch das Reglement umeinander kümmern müssen, erfüllt eine nützliche Sicherheitsfunktion.
Der Abstand der Fahrer eines Teams darf während des Rennens maximal zwei Minuten betragen, sonst wird eine Zeitstrafe von einer Stunde verhängt.
Kategorien und Trikots der Führenden

Alle Fahrer sind bestrebt, Etappen zu gewinnen, aber hauptsächlich wollen sie in ihrer Kategorie gewinnen. Es gibt fünf Kategorien: Men, Ladies, Mixed (eine Frau und ein Mann), Masters (beide Fahrer müssen bis zum 31. Dezember des Jahres 40 Jahre oder älter sein) und Grand Masters (beide Fahrer müssen mindestens 50 Jahre alt sein). Die Farbe der Trikots zeigt die Kategorie der Führenden an. Gelb: Men, rostfarben: Ladies, grün: Mixed, blau: Masters sowie rosa: Grand Masters. Die Führenden jeder Kategorie werden durch Summierung der Zeiten eines Teams bei den täglichen Etappen ermittelt. Das Team mit der schnellsten Gesamtzeit erhält am Ende jeder Etappe feierlich die Trikots überreicht und darf in diesen Trikots bei der nächsten Etappe starten.

## Sieger
Die folgenden Teams konnten das Cape Epic in den Kategorien „Männer“, „Frauen“, „Mixed“, „Masters“ (jeweils seit 2004) und „Grand Masters“ (seit 2013) gewinnen:
| Jahr | Männer                                    | Männer                         | Frauen                                       | Frauen                         | Mixed                               | Mixed                            | Masters                                  | Masters                          | Grand Masters                         | Grand Masters                  |
|      | Fahrer                                    | Team                           | Fahrerinnen                                  | Team                           | Fahrer                              | Team                             | Fahrer                                   | Team                             | Fahrer                                | Team                           |
| ---- | ----------------------------------------- | ------------------------------ | -------------------------------------------- | ------------------------------ | ----------------------------------- | -------------------------------- | ---------------------------------------- | -------------------------------- | ------------------------------------- | ------------------------------ |
| 2026 |                                           |                                |                                              |                                |                                     |                                  |                                          |                                  |                                       |                                |
| 2025 | Nino Schurter -3- Filippo Colombo         | Scott-SRAM MTB Racing          | Annika Langvad -6- Sofía Gómez Villafañe -2- | Toyota Specialized             | Theresa Rindler-Bachl Philipp Bachl | Protective Megamo                | Christoph Sauser -2- Cory Wallace        | Songo-Ninety One                 | Robert Sim -3- Udo Bölts -3-          | Presidential – Team 1          |
| 2024 | Matthew Beers -2- Howard Grotts           | Toyota-Specialized-NinetyOne   | Anne Terpstra Nicole Koller                  | Ghost Factory Racing           | Riaan Weideman Samantha Sanders     | Toyota Gazoo Racing              | Karl Platt -3- Tomás Misser Vilaseca -2- | Bulls Masters                    | Oliver Imfeld Thomas Jauner           | Pedal Project                  |
| 2023 | Matthew Beers Christopher Blevins         | Toyota-Specialized-NinetyOne   | Kimberley Le Court de Billot Vera Looser     | Efficient Infiniti Insure      | Ibon Zugasti Alice Pirard           | Orbea Factory                    | Karl Platt -2- Tomás Misser Vilaseca     | Legends Bulls-Mondraker          | Bart Brentjens -4- Abraao Azevedo -3- | KMC Mtb Racing                 |
| 2022 | Georg Egger Lukas Baum                    | Speed Company Racing           | Sofía Gómez Villafañe Haley Batten           | NinetyOne-Songo-Specialized    | Mannie Heymans Genevieve Weber      | ABSA Mixed                       | Karl Platt Christoph Sauser              | songo NinetyOne Epic Legends     | Bart Brentjens -3- Abraao Azevedo -2- | CST PostNL Bafang              |
| 2021 | Matthew Beers Jordan Sarrou               | NinetyOne-Songo-Specialized    | Sina Frei Laura Stigger                      | 91-Songo-Specialized           | Sebastian Stark -2- Laura Stark -2- | Bauer-Werner Young Guns          | Craig Uria Andrew Duvenage               | Restonic                         | Bart Brentjens -2- Peter Vesel        | CST PostNL Bafang              |
| 2020 | wegen Corona-Pandemie abgesagt            | wegen Corona-Pandemie abgesagt | wegen Corona-Pandemie abgesagt               | wegen Corona-Pandemie abgesagt | wegen Corona-Pandemie abgesagt      | wegen Corona-Pandemie abgesagt   | wegen Corona-Pandemie abgesagt           | wegen Corona-Pandemie abgesagt   | wegen Corona-Pandemie abgesagt        | wegen Corona-Pandemie abgesagt |
| 2019 | Nino Schurter -2- Lars Forster            | Scott-Sram                     | Annika Langvad -5- Anna van der Breggen      | Investec Songo Specialized     | Sebastian Stark Laura Stark         | TBR-Werner                       | Jose Hermida Joaquim Rodriguez           | Merida Factory Racing            | Bart Brentjens Abraao Azevedo         | CST Sandd Bafang               |
| 2018 | Jaroslav Kulhavý -3- Howard Grotts        | Investec Songo Specialized     | Annika Langvad -4- Kate Courtney             | Investec Songo Specialized     | Nicky Giliomee Brennan Anderson     | Journey by Junto                 | Massimo Debertolis Ondrej Fojtik         | Wilier Force 7C 2                | Robert Sim -2- Udo Bölts -2-          | Robert Daniel                  |
| 2017 | Nino Schurter -2- Matthias Stirnemann     | Scott-SRAM                     | Esther Süss -2- Jennie Stenerhag             | Meerendal CBC                  | Jenny Rissveds Thomas Frischknecht  | Scott-Sram Nextlevel             | Cadel Evans George Hincapie              | BMC Absa Racing Team             | Bärti Bucher -3- Heinz Zörweg -4-     | Meerendal CBC 3                |
| 2016 | Karl Platt -5- Urs Huber                  | Team Bulls                     | Ariane Lüthi -3- Annika Langvad -3-          | Team Spur-Specialized          | Jean-francois Bossler Fanny Bourdon | Open - Kappius Components        | Bart Brentjens -4- Abraao Azevedo -4-    | CST Superior Brentjens           | Robert Sim Udo Bölts                  | Robert Daniel                  |
| 2015 | Christoph Sauser -5- Jaroslav Kulhavý -2- | Investec Songo Specialized     | Ariane Lüthi -2- Annika Langvad -2-          | RECM Specialized               | Peter Vesel Ivonne Kraft -2-        | ETIS                             | Bart Brentjens -3- Abraao Azevedo -3-    | BETCH.nl-Superior                | Bärti Bucher -2- Heinz Zörweg -3-     | Meerendal BIXS KTM             |
| 2014 | Robert Mennen Kristián Hynek              | Topeak-Ergon                   | Ariane Lüthi Annika Langvad                  | RECM 2                         | Yannick Lincoln Aurélie Halbwachs   | Synergy                          | Bart Brentjens -2- Abraao Azevedo -2-    | BETCH.nl Superior Meerendal      | Andrew Mclean Heinz Zörweg -2-        | Cycle Lab Toyota               |
| 2013 | Christoph Sauser -4- Jaroslav Kulhavý     | Burry Stander - SONGO          | Yolande Speedy Catherine Williamson          | Energas                        | Ariane Lüthi -2- Erik Kleinhans -2- | RE:CM                            | Nico Pfitzenmaier Abraao Azevedo         | Bridge                           | Bärti Bucher Heinz Zörweg             | Songo.info                     |
| 2012 | Christoph Sauser -3- Burry Stander -2-    | 36ONE-SONGO-SPECIALIZED        | Sally Bigham -2- Esther Süss                 | Wheels4Life                    | Ariane Lüthi Erik Kleinhans         | Contego 28E                      | Bart Brentjens Jan Weevers               | World Bicycle Relief             | -                                     | -                              |
| 2011 | Christoph Sauser -2- Burry Stander        | 36ONE-SONGO-SPECIALIZED        | Sally Bigham Burry Stander                   | USN                            | Bärti Bucher Esther Süss            | Wheeler BiXS                     | Carsten Bresser Udo Bölts                | Juwi                             | -                                     | -                              |
| 2010 | Karl Platt -4- Stefan Sahm -3-            | Bulls 1                        | Kristine Noergaard Anna-sofie Noergaard      | Rothaus-CUBE                   | Yolande Speedy -2- Paul Cordes -2-  | MTN Business Quebeka             | Shan Wilson Andrew Mclean                | Cyclelab Toyota                  | -                                     | -                              |
| 2009 | Karl Platt -3- Stefan Sahm -2-            | Bulls                          | Sharon Laws Hanlie Booyens                   | Absa Ladies                    | Nico Pfitzenmaier -2- Alison Sydor  | adidas Big Tree                  | Doug Brown -3- Bärti Bucher -2-          | Absa Masters                     | -                                     | -                              |
| 2008 | Roel Paulissen Jakob Fuglsang             | Cannondale Vredestein          | Pia Sundstedt Alison Sydor                   | Rocky Mountain                 | Nico Pfitzenmaier Ivonne Kraft      | Joybike guided by VMT and Maloja | Doug Brown -2- Bärti Bucher              | ABSA Masters                     | -                                     | -                              |
| 2007 | Karl Platt -2- Stefan Sahm                | Team Bulls                     | Anke Erlank Yolandè De Villiers              | DURAVIT                        | Yolande Speedy Paul Cordes          | IMC/Mongoose                     | Andrew Mclean Damian Booth               | Cycle lab                        | -                                     | -                              |
| 2006 | Christoph Sauser Silvio Bundi             | Specialized                    | Sabine Grona Kerstin Brachtendorf            | adidas-Fiat-Rotwild            | Dolores Mächler-Rupp Severin Rupp   | radys.com                        | Linus van Onselen Geddan Ruddock         | ABSA BUSINESS BANKING SERVICES I | -                                     | -                              |
| 2005 | Roel Paulissen Bart Brentjens             | Giant                          | Zoe Frost Hannele Steyn-Kotze                | Fiat/Bianchi/Adidas            | Nic White Anke Erlank               | Team Microsoft                   | Friedrich Coleske Doug Brown             | Getaway/Mongoos                  | -                                     | -                              |
| 2004 | Mannie Heymans Karl Platt                 | Focus/Rocky Mountain           | Hanlie Booyens Sharon Laws                   | Yellow Jacket                  | Kirsten Rösel Robert Eder           | HAI-Bike / Scott                 | Frank Soll Duncan English                | Bowmans - Giant                  | -                                     | -                              |

## Statistik
Häufigste Sieger in den fünf Kategorien sind (Stand: Nach dem Cape Epic 2019):
Männer
1. Karl Platt  (2004, 2007, 2009, 2010, 2016) und Christoph Sauser  (2006, 2011, 2012, 2013, 2015) mit je fünf Gesamtsiegen.
2. Stefan Sahm  (2007, 2009, 2010) und Jaroslav Kulhavý  (2013, 2015, 2018) mit je drei Gesamtsiegen.
3. Roel Paulissen  (2005, 2008), Burry Stander  (2011, 2012) und Nino Schurter  (2017, 2019) mit je zwei Gesamtsiegen.
4. Mannie Heymans  (2004), Bart Brentjens  (2005), Silvio Bundi  (2006), Jakob Fuglsang  (2008), Kristian Hynek  (2014), Robert Mennen  (2014), Urs Huber  (2016), Matthias Stirnemann  (2017), Howard Grotts  (2018) und Lars Forster  (2019) mit je einem Gesamtsieg.

Frauen
1. Annika Langvad  (2014, 2015, 2016, 2018, 2019) mit fünf Gesamtsiegen.
2. Ariane Lüthi  (2014, 2015, 2016) mit drei Gesamtsiegen.
3. Sharon Laws  (2004, 2009), Hanlie Booyens  (2005, 2009), Sally Bigham  (2011, 2012) und Esther Süss  (2012, 2017) mit je zwei Gesamtsiegen.
4. Hannele Steyn-Kotze  (2005), Zoe Frost  (2005), Kerstin Brachtendorf  (2006), Sabine Grona  (2006), Anke Erlank  (2007), Yolandè De Villiers  (2007), Alison Sydor  (2008), Pia Sundstedt  (2008), Anna-sofie Noergaard  (2010), Kristine Noergaard   (2010), Karien van Jaarsveld  (2011), Catherine Williamson  (2013), Yolande Speedy  (2013), Jennie Stenerhag  (2017), Kate Courtney  (2018) und Anna van der Breggen  (2019) mit je einem Gesamtsieg.

Mixed
1. Yolande Speedy  (2007, 2010), Paul Cordes  (2007, 2010), Nico Pfitzenmaier  (2008, 2009), Ivonne Kraft  (2008, 2015), Erik Kleinhans  (2012, 2013) und Ariane Lüthi  (2012, 2013) mit je zwei Gesamtsiegen.
2. Brennan Anderson  (2018), Jean-francois Bossler  (2016), Fanny Bourdon  (2016), Bärti Bucher  (2011), Robert Eder  (2004), Anke Erlank  (2005), Thomas Frischknecht  (2017), Nicky Giliomee  (2018), Yannick Lincoln  (2014), Aurelie Halbwachs  (2014), Dolores Mächler-Rupp   (2006), Jenny Rissveds  (2017), Kirsten Rösel  (2004), Severin Rupp  (2006), Sebastian Stark  (2019), Laura Stark  (2019), Esther Süss  (2011), Alison Sydor  (2009), Peter Vesel  (2015) und Nic White  (2005) mit je einem Gesamtsieg.

Masters
1. Bart Brentjens  (2012, 2014, 2015, 2016) und Abraao Azevedo  (2013, 2014, 2015, 2016) mit je vier Gesamtsiegen.
2. Doug Brown  (2005, 2008, 2009) mit drei Gesamtsiegen.
3. Andrew Mclean  (2007, 2010) und Bärti Bucher  (2008, 2009) mit je zwei Gesamtsiegen.
4. Duncan English (2004), Frank Soll (2004), Friedrich Coleske  (2005), Geddan Ruddock  (2006), Linus van Onselen  (2006), Damian Booth  (2007), Shan Wilson  (2010), Carsten Bresser  (2011), Udo Bölts  (2011), Jan Weevers  (2012), Nico Pfitzenmaier  (2013), Cadel Evans  (2017), George Hincapie  (2017), Massimo Debertolis  (2018), Ondrej Fojtik  (2018), Joaquim Rodriguez  (2019) und Jose Hermida  (2019) mit je einem Gesamtsieg.

Grand Masters
1. Heinz Zörweg  (2013, 2014, 2015, 2017) mit vier Gesamtsiegen.
2. Barti Bucher  (2013, 2015, 2017) mit drei Gesamtsiegen.
3. Robert Sim  (2016, 2018) und Udo Bölts  (2016, 2018) mit je zwei Gesamtsiegen.
4. Andrew Mclean  (2014), Abraao Azevedo  (2019) und Bart Brentjens  (2019) mit je einem Gesamtsieg.